# Calvaire de Geispolsheim
Le calvaire de Geispolsheim est un monument historique situé à Geispolsheim, dans le département français du Bas-Rhin.

## Localisation
Ce bâtiment est situé rue de l'Église à Geispolsheim.

## Historique
L'édifice, élevé durant la seconde moitié du 18ème siècle,  est classé au titre des monuments historiques depuis 1989.

## Architecture

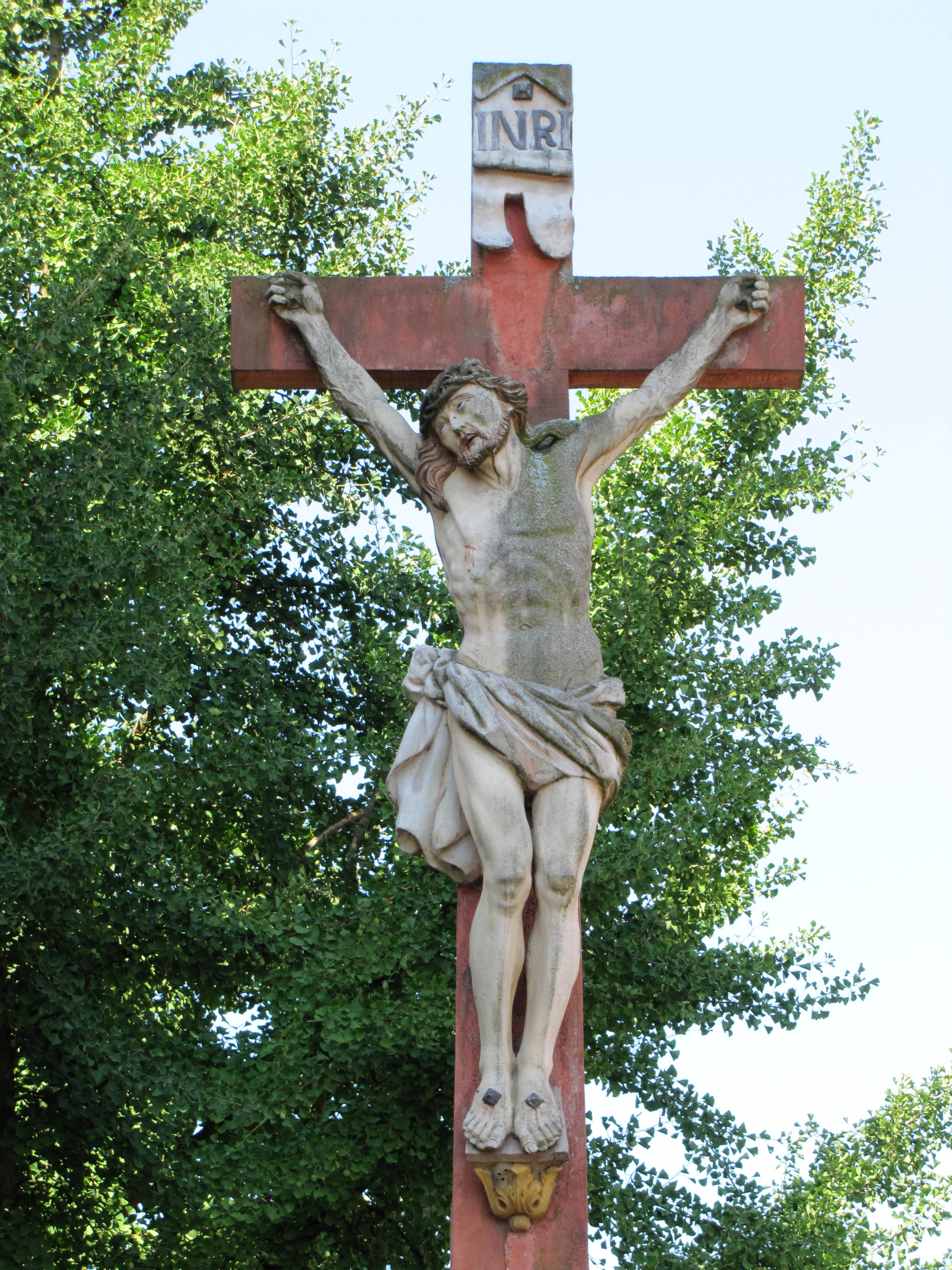
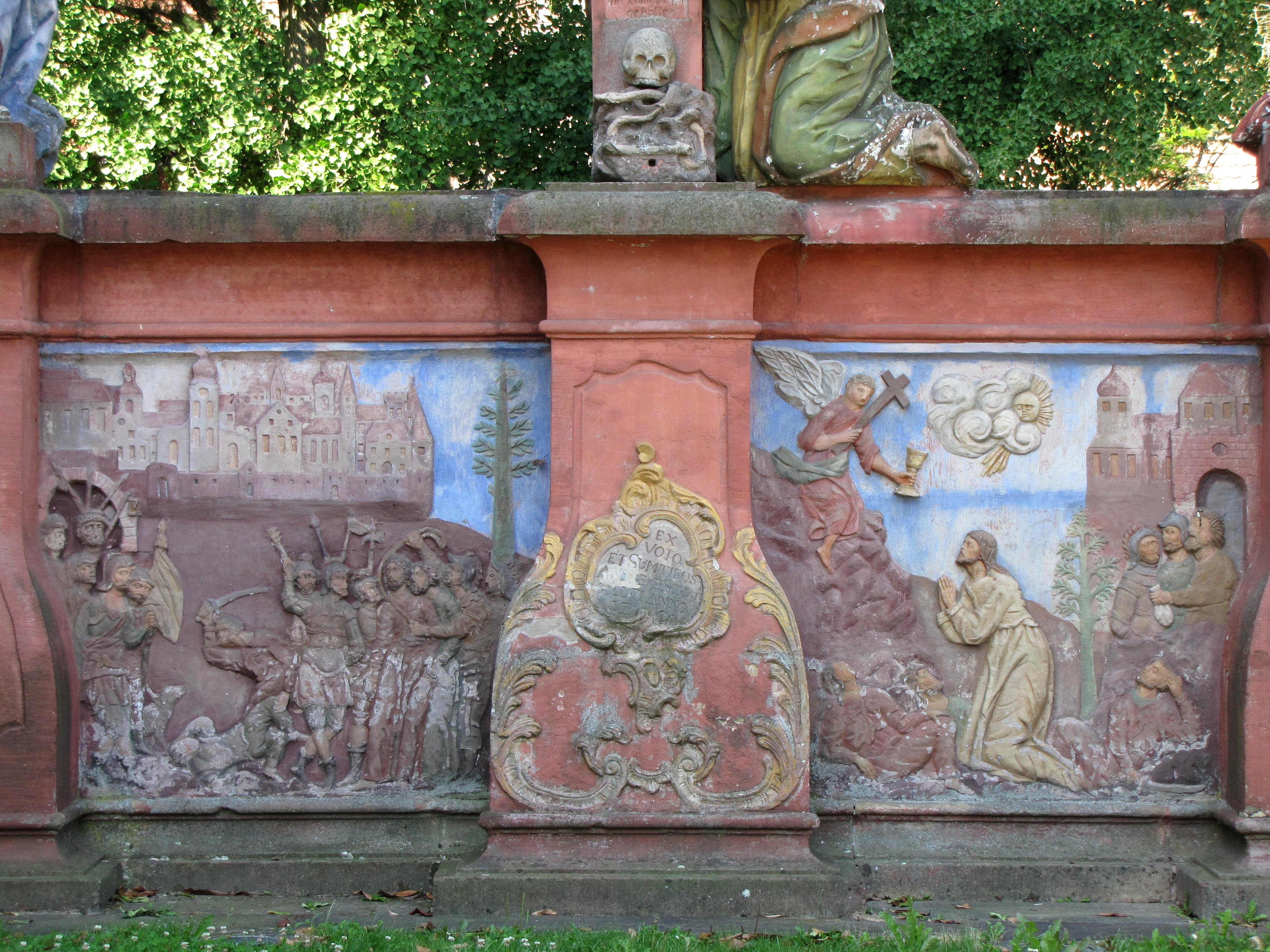
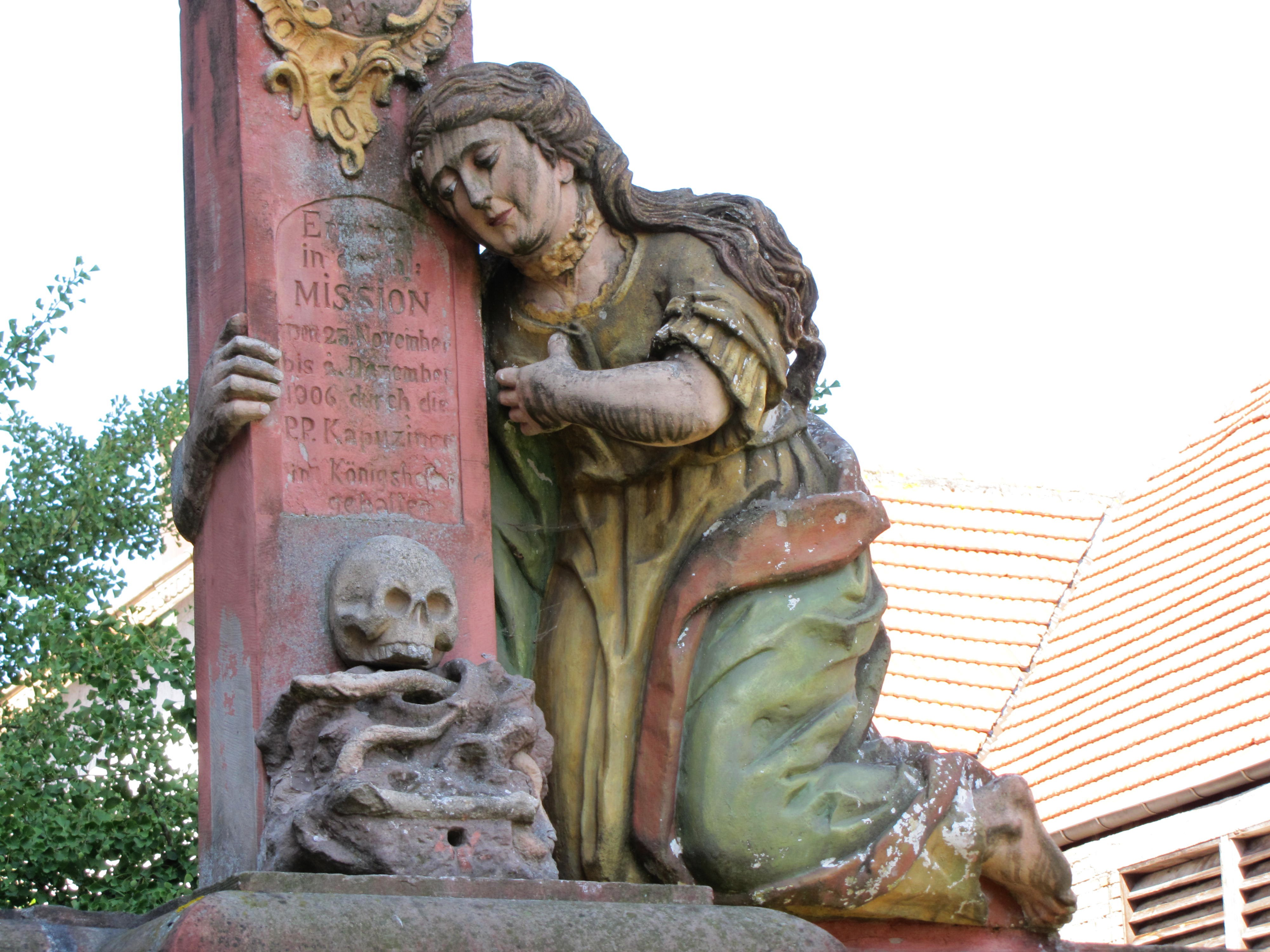
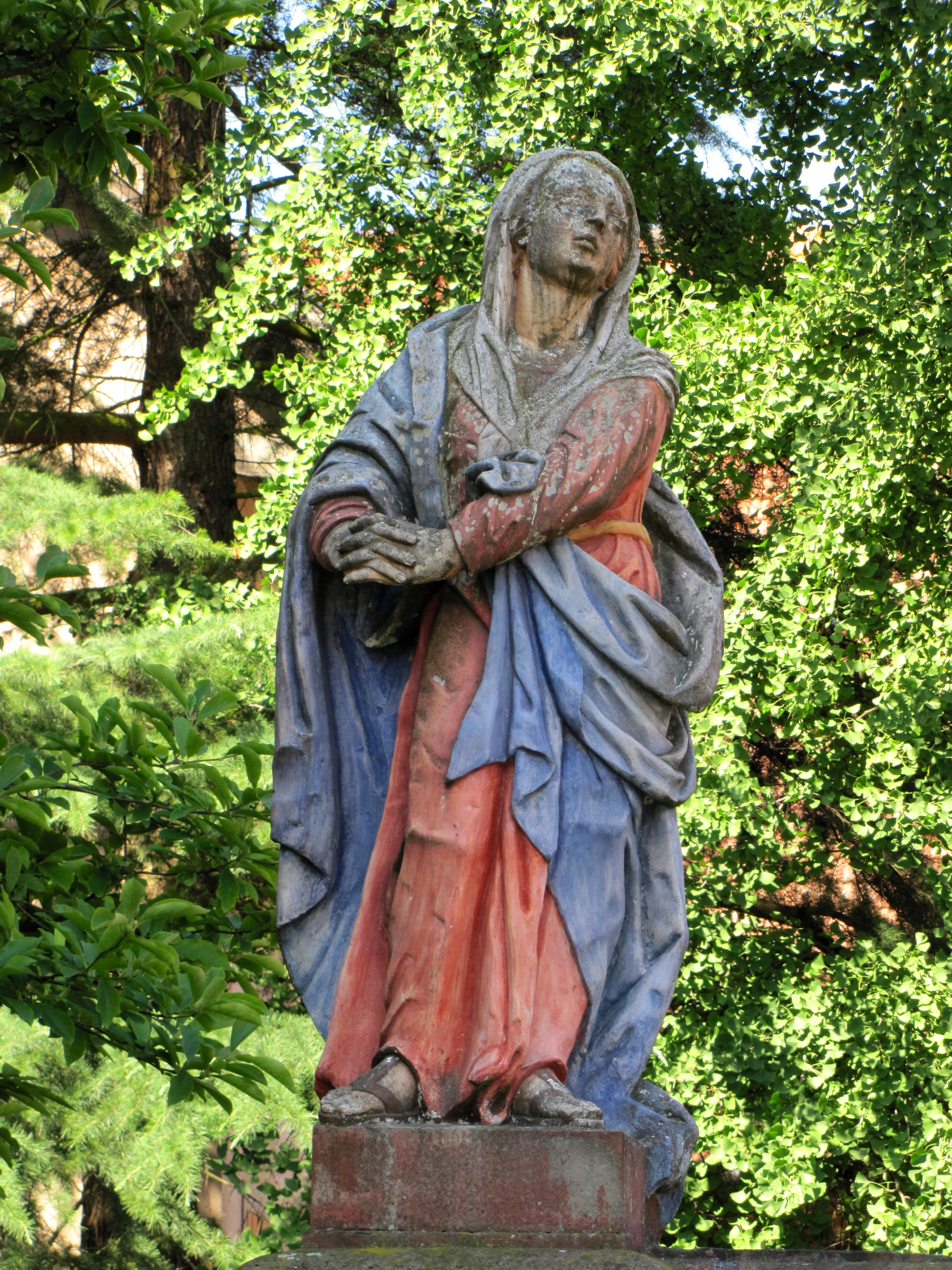
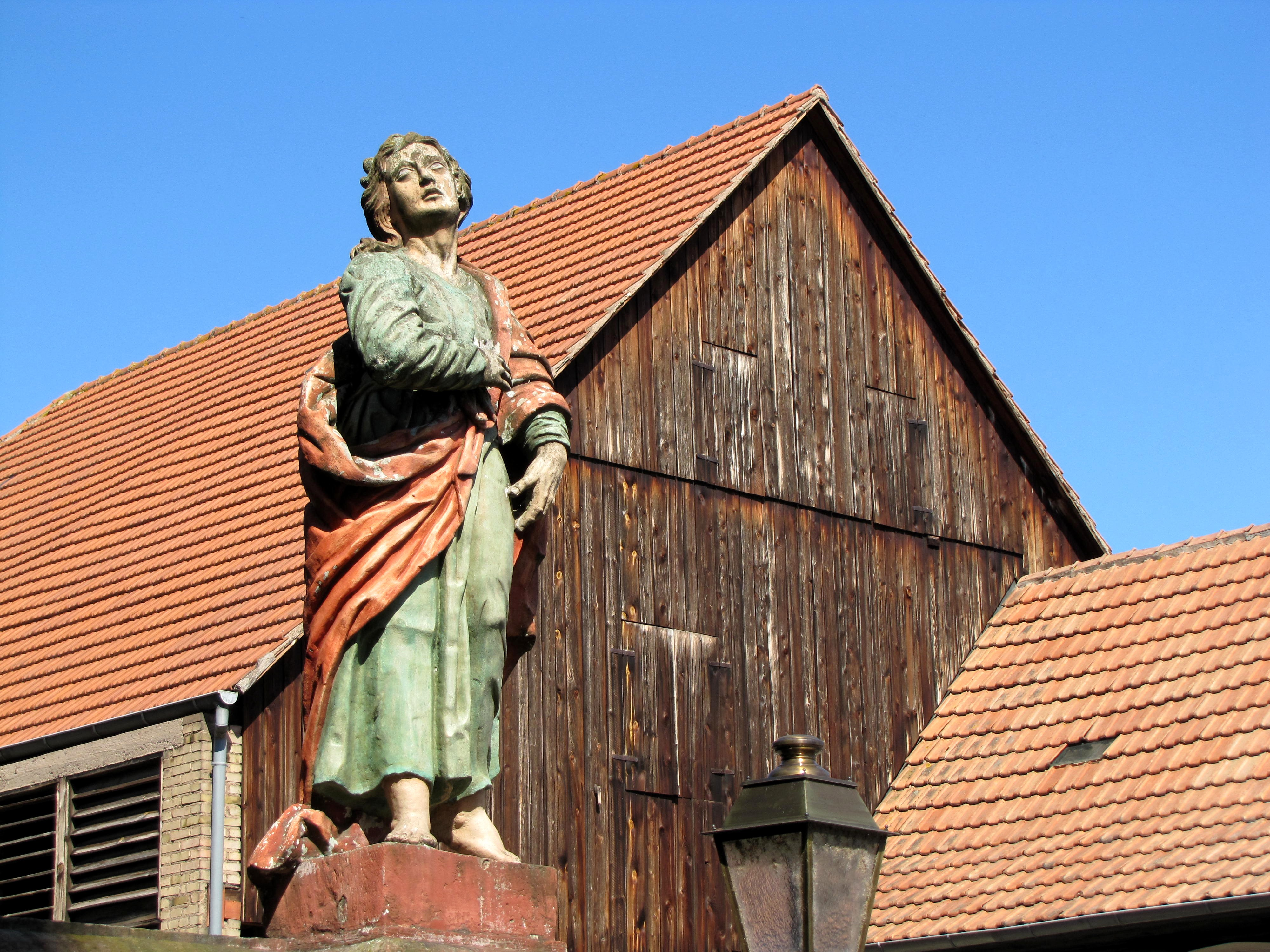